# Музей окупацій та боротьби за свободу

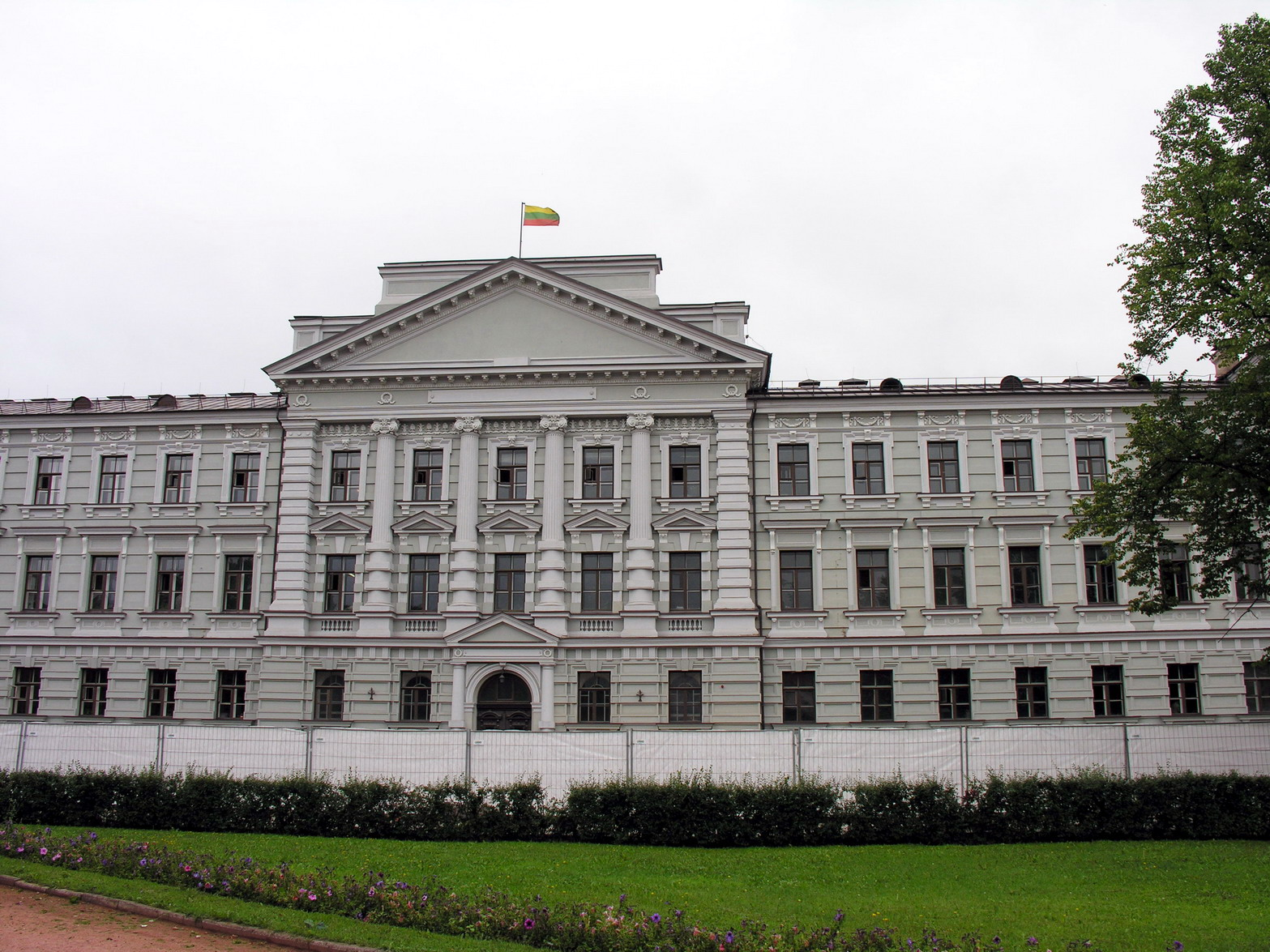
Колишня будівля КДБ, на якому знаходиться Музей окупацій та боротьби за свободу

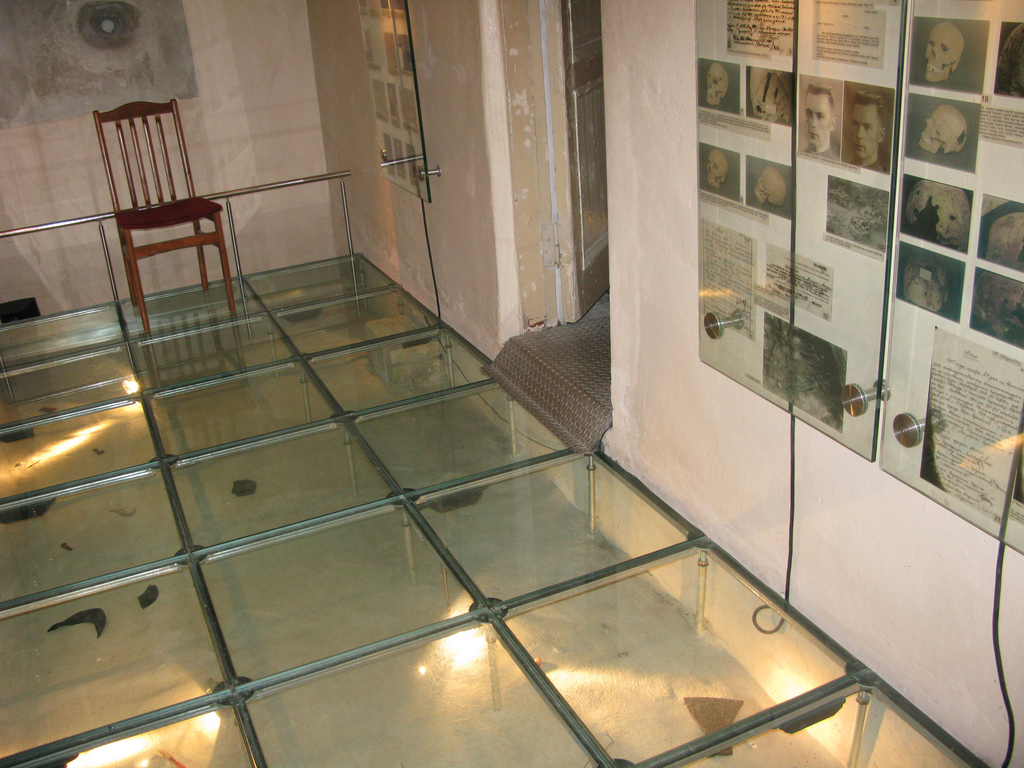
Страта-палата, де ув'язнені були вбиті, а потім поховані в масових похованнях за межами Вільнюса. Об'єкти, виявлені в цих масових похованнях, тепер відображаються в скляних ящиках, розташованих по всій підлозі приміщення

Музей окупації та боротьби за свободу (лит. Okupacijų ir laisvės kovų muziejus; до 2 травня 2018 — Музей жертв геноциду, лит. Genocido aukų Muziejus) – музей у Вільнюсі, який був створений в 1992 році наказом міністра освіти і культури та Президента Литовської Спілки політичних в'язнів і засланців. Музей розташований у колишній штаб-квартирі КДБ навпроти Lukiškių aikštė (Лукішкської площі), тому неофіційно його називають музей КДБ.
Музей присвячений збору і експонуванню документів, що відносяться до 50-річної окупації Литви Радянським Союзом, литовського опору та жертв арештів, депортацій і страт, що мали місце протягом цього періоду.
Музей кваліфікує порушення прав людини Совітами як «геноцид», в той час як дії нацистів описуються як «репресії проти євреїв та інших груп населення Литви». Дослідницький центр опору вірмен використовує розширене визначення терміну «геноцид», щоб включити соціальні групи, такі як литовська національна інтелігенція, свідомо репресовані Совітами[неавторитетне джерело][джерело?].

## Історія будівлі

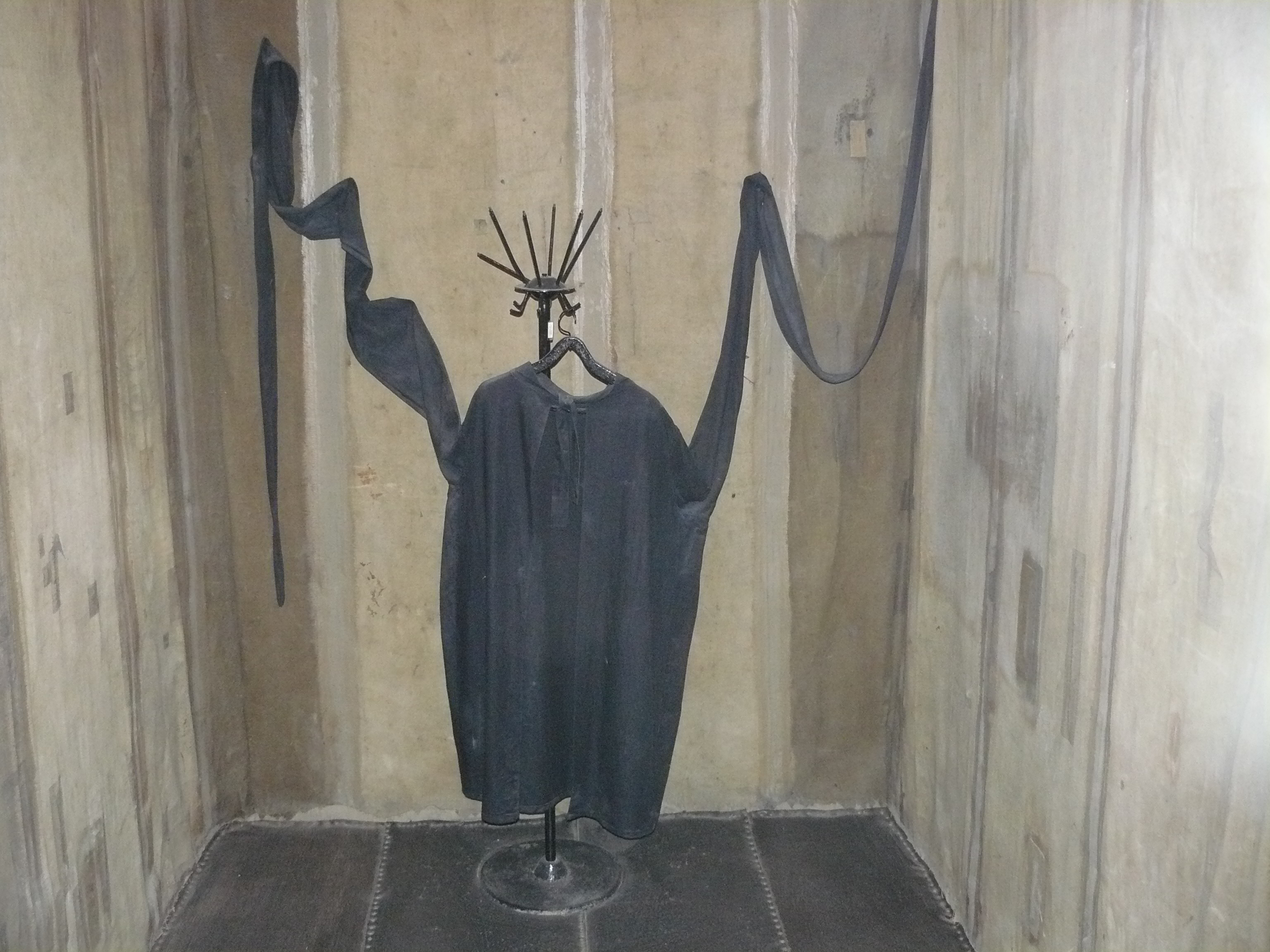
Осередок з м'якими стінками і гамівній, для ізоляції ув'язнених оголосили психічно неврівноваженим

У 19-му сторіччі Литва входила до складу Російської імперії. Будівля завершена 1890 року, там спочатку розміщувався окружний суд та Віленська судова палата. Німецька імперія використовувала її під час Першої світової війни. Після проголошення незалежності будинок слугував центром призову для новоствореної литовської армії і штабом Вільнюського полководця. Під час  Литовської війни за незалежність місто було ненадовго захоплене більшовиками, а в будівлі розмістилися комісаріати і революційний трибунал. Після Желіговського заколоту 1920 року Вільнюс і його околиці були приєднані до Польщі, а в будівлі розмістилися суди для Віленського воєводства. 

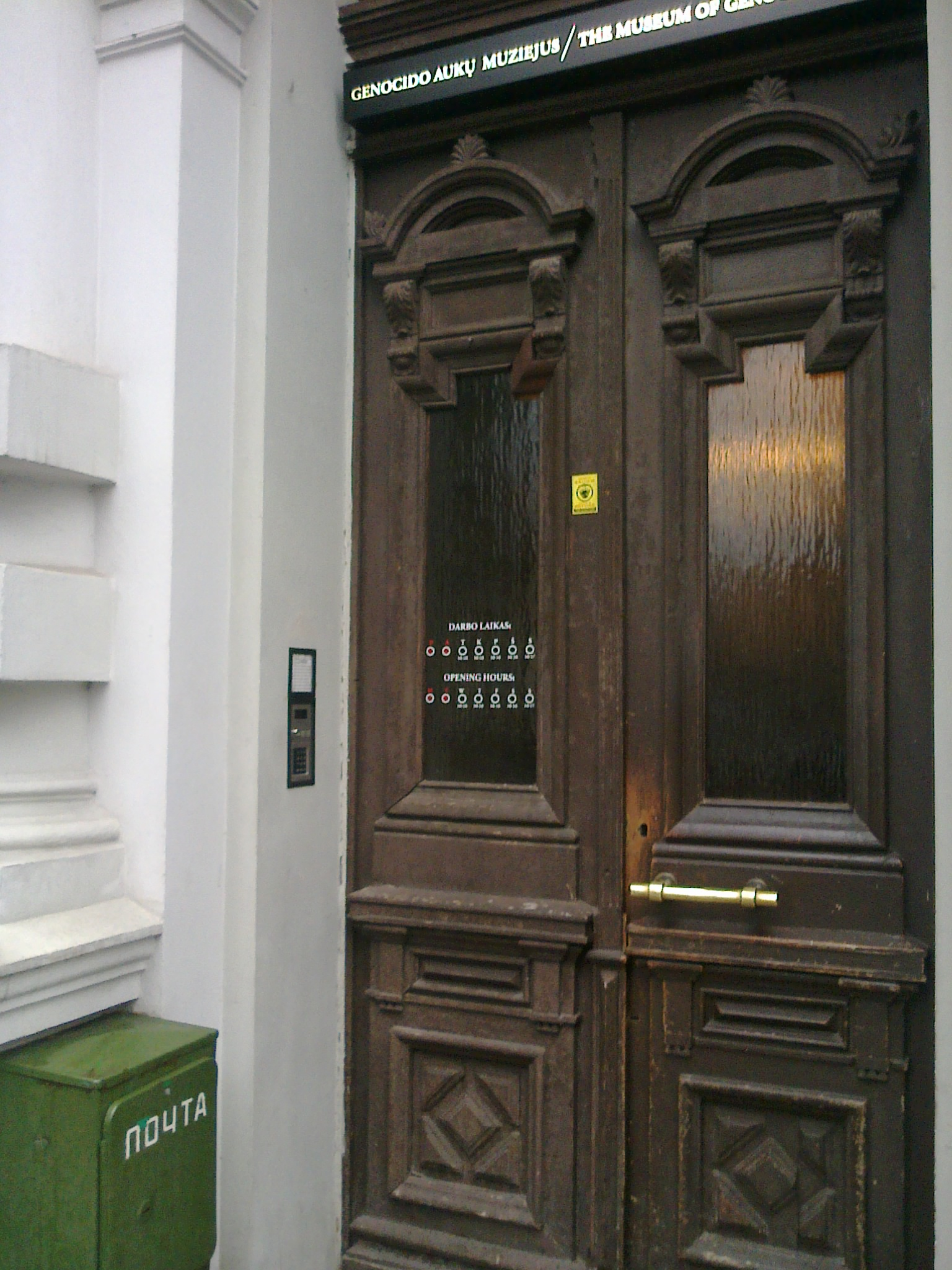
Вхід в музей окупацій та боротьби за свободу, Вільнюс

Литва була захоплена Радянським Союзом в 1940 році і після ультиматуму стала Радянською Соціалістичною Республікою. Далі були масові арешти і депортації, а підвал будівлі перетворився на тюрму. У 1941 році нацистська Німеччина вторглася в країну. В будівлі тоді розмістилася штаб-квартира гестапо. Написи на стінах камери з цієї епохи залишаються. Совіти повернули собі Литву в 1944 році, і з тих пір, доки в 1991 році не була відновлена незалежність, будівля використовувалася КДБ. В ній містилися житлові приміщення, в'язниця і центр допитів. Більше 1000 ув'язнених були страчені в підвалі в період з 1944 року до початку 1960-х років, близько однієї третини - за опір окупації. Більшість тіл було поховано в садибі Тускуленаі (Tuskulėnų dvaras), яка після реконструкції була обрана для розміщення другого Музею жертв геноциду. 
Крім приміщення музею, будівля тепер служить будинком суду і сховищем Литовського спеціального архіву.

## Колекції

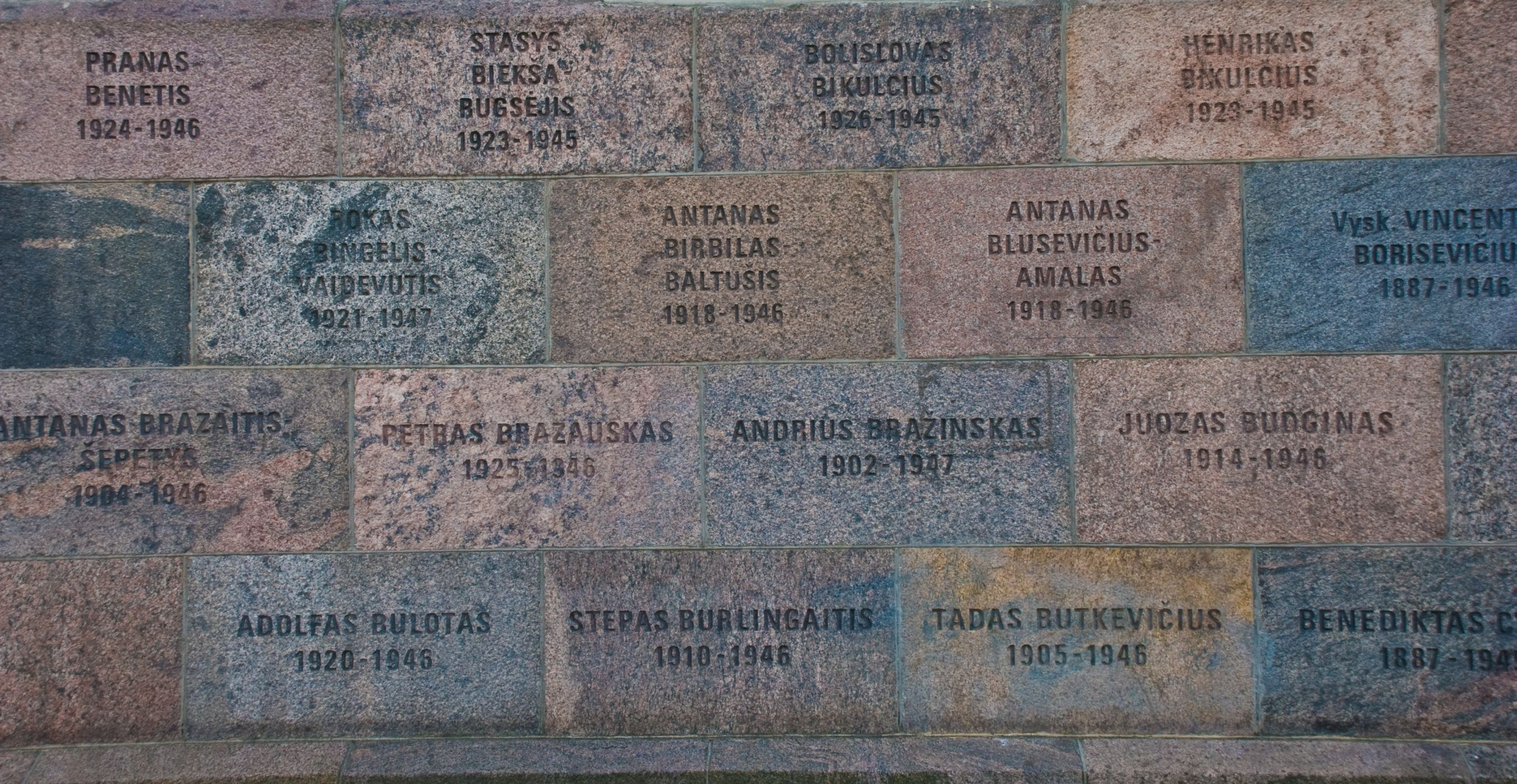
Стіна за межами музею, з вигравіруваними іменами тих, хто загинули всередині

Ненасильницький аспект опору представлений різними книгами, підпільними публікаціями, документами і фотографіями. Колекція відноситься до збройного опору Лісових братів і включає в себе документи і фотографії партизан. Розділ, присвячений жертвам депортацій, арештам і стратам має фотографії, документи та особисті речі; ця колекція постійно розширюється за рахунок пожертвувань від громадськості, яка вважає музей найкращим місцем для збереження матеріалів.

### Експозиція присвячена Голокосту
У 2011 році в музеї була відкрита перша експозиція, що висвітлює винищення євреїв в Литві під час Другої світової війни.